# Оливия (мультсериал)
Оливия — американо-британский мультипликационный сериал, премьера которого состоялась 6 ноября 2010 года, на канале Nickelodeon.

## Сюжет
Мультфильм о 9-летней (со второго сезона — 10-летней) свинке по имени Оливия, о её семье, друзьях и одноклассниках.

## Персонажи
- Оливия — главный персонаж одноимённого сериала. 9-летняя свинка учится быть оптимистом. Любит мечтать.
- Иен — 6-летний брат Оливии. Обожает роботов, динозавров, космос, спагетти и машинки .
- Вильям — младший брат Оливии и Иена. Ему полтора года.
- Мама — мать Оливии, Иена и Вильяма. Старшая сестра дяди Оливии.
- Папа — отец Оливии, Иена и Вильяма. Бывает рассеян.
- Перри — собака-оптимист. Любит хулиганить.
- Эдвин — кот. Ленивый всё время. Любимые занятия — есть и спать.
- Джулиан — лучший друг Оливии. Нередко бывает стеснительным. Если Оливия — Шерлок Холмс, то Джулиан — Доктор Ватсон.
- Франсин — лучшая подруга Оливии. Очень капризная. Любит розовый цвет. Младше Оливии на 10 месяцев.
- Миссис Хрюндель — учительница Оливии.
- Александрия — подруга Франсин. Как и сама Франсин, очень капризна.